# Ingrid Oberkanins
Ingrid Maria Oberkanins (* 8. September 1964 in Alberndorf in der Riedmark) ist eine österreichische Jazzmusikerin (Perkussion, Vibraphon, Komposition), die zunächst auch in der Klassik und dann im Weltmusikbereich aktiv war.

## Leben und Wirken
Oberkanins erhielt in ihrer Kindheit und Jugend Klavier- und Schlagzeugunterricht; zwischen 1979 und 1984 besuchte sie das Adalbert-Stifter-Gymnasium in Linz bis zur Matura. Ab 1984 lebte sie in Wien, wo sie bis 1991 an der Universität Wien die Fächer Lehramt Musikerziehung / Geschichte und Sozialkunde belegte; daneben studierte sie von 1986 bis 1990 an der dortigen Hochschule für Musik und darstellende Kunst Schlagwerk. Nach Abschluss des Studiums nahm sie Privatunterricht in afrikanischer sowie afroamerikanischer Rhythmik bei Dudu Tucci in Brasilien, José Eladio Amat in Kuba und Famoudou Konaté in Westafrika.
Als Orchestermusikerin war Oberkanins mehrere Jahre im Jeunesse Orchester Linz unter Franz Welser-Möst und im Jungen Orchester Wien unter Herwig Reiter aktiv. Im Bereich des Jazz und der Weltmusik war sie Mitglied bei L’ardeur, Out of Blue, Pannonisches BlasOrchester, im Orchester von Sabina Hank und in Célia Maras Potencia X. Weiterhin holte Mathias Rüegg sie zu mehreren Produktionen des Vienna Art Orchestra. 2002 gründete sie das Perkussiontrio Rhythmusa gemeinsam mit den Schlagzeugerinnen Natalie Dietrich und Jacqueline Ott Yesilalp, das 2004 das Album Earth vorlegte. Mit Esther Bächlin, Gina Schwarz und Stephanie Wagner betreibt sie das Projekt playground4, das 2020 das Album Hit the Ground Running veröffentlichte. Mit Jojo Lackner und Lukas Knöfler bildete sie das Trio Strange Ahead, mit Nika Zach und Agnes Heginger das Trio extra vergine. Außerdem arbeitete sie mit Christian Muthspiel (Harmonics Mundi), dem Janusensemble, E.O.S., Annett4tett, Lia Pale (Gone Too Far 2013, My Poet’s Love 2015, The Schumann Songbook 2017, The Brahms Songbook 2019), Ilse Riedler und der Schauspielerin Brigitte Karner. Weiterhin ist sie auf Alben von Bass Doublings, Agnes Heginger (Songs and Other Noices 2001), Julia Malischnig (Kiss of Life 2015) und Lisa Prandstätter (Playground Convention 2015) zu hören. Außerdem arbeitet sie an Theaterprojekten; sie komponierte die Musik für die Produktion Geheimsache Rosa Luxemburg des Portraittheaters Wien, die auch überregional aufgeführt wurde.
Seit Herbst 2004 unterrichtet sie als Lehrbeauftragte für Perkussion und Mallets an der Musikuniversität Wien. Daneben leitet sie Workshops und Weiterbildungen.

## Auszeichnungen
Oberkanins erhielt 2004 den Hans-Koller-Preis als „Side(wo)man of the Year“.

## Diskografische Hinweise
- Playground 4: Hit the Ground Running (JazzHausMusik 2020, mit Stephanie Wagner, Esther Bächlin, Gina Schwarz)
- Großmütterchen Hatz Salon Orkestar Terry Goes Around (Eiffelbaum 2014)
- Efrat Alony/hr-Bigband New Jewish Folksong (Hessischer Rundfunk 2009)
- Ilse Riedler Quartett: Strange Ahead (ATS 2008)
- Annett4tett hear i am (Extraplatte, 2003, mit Annette Giesriegl, Stefan Heckel, Karl Sayer)
- Vienna Art Orchestra All That Strauss (TCB 2000)